# Oreothlypis celata
Oreothlypis celata là một loài chim trong họ Parulidae.